# Ernst Leonhard Heubner
Ernst Leonhard Heubner (* 12. November 1803 in Plauen; † 21. November 1886 in Zwickau) war ein deutscher Jurist und Mitglied der Frankfurter Nationalversammlung.

## Leben
Ernst Leonhard Heubner studierte Jura in Leipzig von 1821 bis 1824. Danach war er von 1824 bis 1825 Akzessist in Plauen und von 1826 bis 1833 war er als Aktuar am Kreisamt und Konsistorium in Leipzig tätig. 1833 wurde er Pronotar. 1835 wurde er Regierungsrat der Kreisdirektion Zwickau.
Vom 4. Oktober 1848 bis zum 11. April 1849 war er Abgeordneter im Frankfurter Paulskirchenparlament. Er war Mitglied der Fraktion Deutscher Hof und des Märzvereins. Sein Wahlkreis war Königreich Sachsen (16., Zschopau). Er folgte in seinem Mandat Carl Friedrich Metzler. Sein Bruder Otto Leonhard Heubner war ebenfalls Abgeordneter.
Von 1852 bis 1853 und von 1861 bis 1868 war Heubner Mitglied der Stadtverordnetenversammlung in Zwickau, von 1863 bis 1868 ihr 1. Vorsitzender. Von 1869 bis 1883 war er unbesoldeter Stadtrat in Zwickau.
1853 wurde er aufgrund seiner politisch liberalen Einstellung aus dem Staatsdienst entlassen, ihm seine bürgerlichen Ehrenrechte entzogen und das Stadtverordnetenmandat aberkannt.